# هنری بیکن
هنری بیکن (به انگلیسی: Henry Bacon) (۲۸ نوامبر ۱۸۶۶ - ۱۶ فوریه ۱۹۲۴) معمار آمریکایی بود. از مشهورترین کارهای او بنای یادبود لینکلن در واشینگتن دی سی است.

## زندگی‌نامه
هنری بیکن در ۱۸۶۶ در واتسکای ایالت ایلینوی آمریکا زاده شد. او برای مدت کوتاهی در ۱۸۸۴ به تحصیل در دانشگاه ایلینوی پرداخت ولی آن را نیمه کاره رها کرد و به عنوان طراح در دفتر مک‌کیم، مید و وایت در نیویورک که مشهورترین شرکت طراحی آن زمان بود مشغول به کار شد.
بیکن در ۱۸۹۷ از مک‌کیم، مید و وایت جدا شد و با مشارکت آرشیتکت دیگری به نام جیمز برایت، گروه معماری بیکن و برایت را تأسیس نمود. پس از آن کار معماری کتابخانهٔ عمومی جرسی و تالار تاریخ دانشگاه آمریکایی واشینگتن به آنها سپرده شد. آنها چندین طرح دیگر را نیز با همکاری یکدیگر به پایان رساندند ولی با این حال شراکت آن دو نفر در ۱۹۰۲ به پایان رسید و بیکن و برایت از یکدیگر جدا شدند.
آخرین پروژهٔ معماری هنری بیکن که بیشترین شهرت را برای او به ارمغان آورد، طرح بنای یادبود لینکلن در واشینگتن دی سی بود. بیکن این بنای یادبود را به سبک معماری دوریک یونان باستان طراحی نمود و کار ساخت آن در ۱۹۲۲ به پایان رسید.
هنری بیکن در ۱۶ فوریه ۱۹۲۴ در نیویورک درگذشت.